# Бутано-фиджийские отношения
Бутано-фиджийские отношения — двусторонние дипломатические отношения между Королевством Бутан и Республикой Фиджи.

## Сравнительная характеристика
|                    | Фиджи                                              | Бутан                        |
| ------------------ | -------------------------------------------------- | ---------------------------- |
| Население          | 926 276 человек                                    | 787 424 человек              |
| Площадь            | 18 274 квадратный километр                         | 38 394,0 квадратный километр |
| Часовой пояс       | UTC+12, Pacific/Fiji                               | UTC+6:00, Бутанское время    |
| Столица            | Сува                                               | Тхимпху                      |
| Форма правления    | парламентская республика                           | конституционная монархия     |
| Официальный язык   | английский язык, фиджийский язык, фиджийский хинди | дзонг-кэ                     |
| Основная религия   | христианство                                       | буддизм                      |
| Дата независимости | 1970 года                                          | 8 августа 1949 года          |

## История
Дипломатические отношения между Бутаном и Республикой Фиджи были установлены 18 ноября 2011 года, когда постоянный представитель Фиджи при ООН посол Питер Томсон и бутанский коллега Лхату Вангчук подписали совместное коммюнике об установлении дипломатических отношений между двумя странами, где выражается стремление стран развивать и укреплять узы дружбы и сотрудничества между двумя странами Азиатско-Тихоокеанского региона. В коммюнике подтверждалось, что эти отношения будут основываться на принципах и целях Устава Организации Объединенных Наций, Венской конвенции о дипломатических сношениях и других норм международного права, в частности тех, которые касаются взаимного уважения независимости, суверенного равенства, территориальной целостности и невмешательства во внутренние дела других государств. После подписания коммюнике национальные представители провели обсуждения по вопросам, представляющим общий интерес для их двух стран, включая поддержку Фиджи работы Бутана по повышению качества жизни в рамках его инициативы «Валовое национальное счастье» в Организации Объединенных Наций.
Бутанская газета «The Bhutanese» 17 октября 2012 года выпустила публикацию, в которой критиковала внешнюю политику правительства. Отметив, что «большинство новых стран, с которыми Бутан установил дипломатические отношения, являются глобально незначительными образованиями, которые мало чем могут помочь Бутану в каком-либо серьезном смысле. Непонятно, как такие страны, как Армения, Андорра и Фиджи могут быть полезны Бутану в реальной политике».
Фиджи приглашал Бутан на вторую встречу «Взаимодействие с Тихоокеанским регионом» в Нанди в 2011 году.
В 2014 велись переговоры, чтобы посол Йогеш Каран также оказывал консультационные услуги Бутану, с целью расширение дипломатическое присутствия Фиджи в данной стране.
18 июня 2015 года посол Йогеш Каран вручил верительные грамоты Его Величеству Королю в качестве первого аккредитованного посла Фиджи в Бутане. Церемония вручения верительных грамот состоялась после проезда кортежа, который направился к королевскому дворцу Ташичо-дзонг. Отмечается, что официальная церемония была тщательно продуманной, где страна продемонстрировала свои «уникальные традиции». Король Джигме Кхесар Намгьял Вангчук, принимая Карана в качестве посла Фиджи в Бутане, сказал, что обе страны могут работать вместе для дальнейшего укрепления своих дипломатических отношений. В заявлении Верховной комиссии Фиджи в Нью-Дели говорится, что посол передал послание Фиджи от имени президента Эпели Наилатикау. Каран сказал, что Фиджи стремится тесно сотрудничать с Бутаном, поскольку эти две страны имеют много общего. Он также встретился с премьер-министром Бутана Церингом Тобгаем и обсудил вопрос об изменении климата и возможности обучения бутанских студентов на Фиджи. Церинг Тобгай поздравил посла с вручением верительных грамот и сообщил, что он надеется на развитие тесных отношений с Фиджи в ближайшее время. Поскольку эти две страны имеют несколько общих черт, он сказал, что Бутан может извлечь много уроков из опыта Фиджи за свои успехи в демократии и достижения в области охраны окружающей среды.
Король Вангчук встретился с послом Фиджи после официальной церемонии, чтобы обсудить, как продвигать и укреплять узы дружбы и сотрудничества между двумя странами Азиатско-Тихоокеанского региона. Каран пригласил короля Вангчука посетить Фиджи. Король согласился, и заявил что примет визит в удобное время. Позже Каран призвал премьер-министра Бутана Церинга Тобгая провести брифинг об экономическом и политическом прогрессе Фиджи после всеобщих выборов 2014 года.
В 2021 году Фиджи получил положительные отзывы о своем председательстве в Форуме малых государств Всемирного банка от Бутана, когда министр экономики Бутана Намгай Церинг заявила, что они ценят превосходное руководство фиджийского министра экономики Айяза Сайед-Хайюма с 2018 года. Фиджи принял благодарность Бутана.
Министерство иностранных дел Бутана отмечает, что страны связывают дружеские отношения. Две страны имеют много общего в размерах, населении и политике сохранения своих древних традиций наряду с современной политикой, направленной на стимулирование экономического развития. Обе страны могут опираться на эти сходства и изучать возможности сотрудничества и взаимодействия в различных областях в будущем, особенно в области туризма, изменения климата и охраны окружающей среды.
Обе страны входят во многие международные организации, среди них: План Коломбо, Продовольственная и сельскохозяйственная организация ООН, G-77, Международный банк реконструкции и развития, Международная организация гражданской авиации, Международная ассоциация развития, Международный фонд сельскохозяйственного развития, Международная финансовая корпорация, Интерпол, МОК, Международная организация спутниковой телекоммуникации, Международный союз электросвязи, ООН, ЮНКТАД, ЮНЕСКО,ЮНКТАД, ЮНИСФА, Всемирная туристская организация, Всемирный почтовый союз, Всемирная таможенная организация, Всемирная организация здравоохранения, Всемирная организация интеллектуальной собственности, Всемирная метеорологическая организация.

## Культура
Премьера бутанского фильма «Кушутара: Узоры любви» состоялась также и на Международном кинофестивале Фиджи.

## Спорт
Сборные двух стран сыграли против друг друга в шахматной олимпиаде 27 июня 2020 года. Сборная Фиджи одержала победу над Бутаном со счётом 4-2. Капитан фиджийской команды Гору Арвинд охарактеризовал, что это была достойная игра.

## Торговые отношения
Страны не экспортировали какие-либо услуги в друг друга.
| Год  | Экспорт Бутана на Фиджи                                                         | Экспорт Фиджи в Бутан       |
| ---- | ------------------------------------------------------------------------------- | --------------------------- |
| 2019 | Произведения искусства, предметы коллекционирования и антиквариат (16.15$ тыс.) | Экспорт не зарегистрирован. |
| 2015 | Запчасти для офисных машин, звукозаписи (242$)                                  | Экспорт не зарегистрирован. |

## Визовая политика
- Подданным Бутана необходима виза для посещения Фиджи.
- Гражданам Фиджи для посещения Бутана необходимо получить электронную визу до въезда в Бутан. Допуск в страну будет определяться сотрудниками иммиграционной службы в пункте въезда[20].

## Дипломатические представительства
- Бутан не представлен на Фиджи ни на каком уровне[21].
- Фиджи не имеет посольства в Бутане[22], но фиджийское посольство в Нью-Дели, столице Индии, аккредитовано и в Бутан[12].